# Breguet 410
Breguet 410 là một loại máy bay ném bom của Pháp vào đầu thập niên 1930.

## Biến thể
Bre 410 M4
Bre 411 M5
Bre 413
Bre 413 M4
Bre 414

## Quốc gia sử dụng
France
- Armée de l'Air

 Cộng hòa Tây Ban Nha
- Không quân Cộng hòa Tây Ban Nha

## Tính năng kỹ chiến thuật

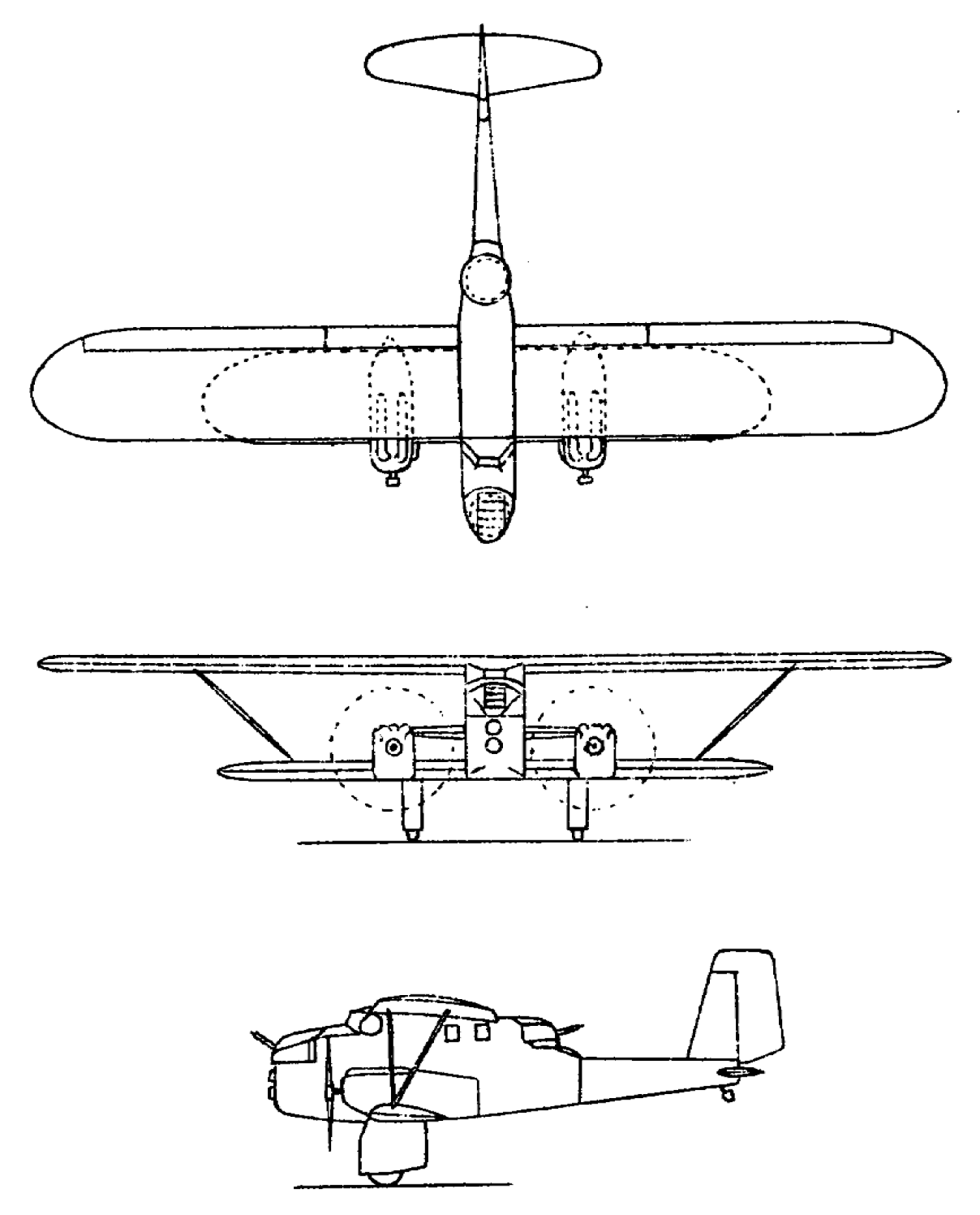
Breguet 410

Dữ liệu lấy từ 
Đặc tính tổng quan
- Kíp lái: 4
- Chiều dài: 11,30 m (37 ft 1 in)
- Sải cánh: 20,20 m (66 ft 3 in)
- Chiều cao: 5,09 m (16 ft 8 in)
- Diện tích cánh: 67,15 m2 (722,8 foot vuông)
- Trọng lượng rỗng: 3.500 kg (7.716 lb)
- Trọng lượng cất cánh tối đa: 7.200 kg (15.873 lb)
- Động cơ: 2 × Hispano-Suiza 12Y , 480 kW (650 hp) 650 cv mỗi chiếc

Hiệu suất bay
- Vận tốc cực đại: 310 km/h (193 mph; 167 kn)
- Vận tốc hành trình: 285 km/h (177 mph; 154 kn)
- Tầm bay: 1.300 km (808 mi; 702 nmi)
- Trần bay: 10.000 m (32.808 ft)
- Vận tốc lên cao: 0,0740 m/s (14,56 ft/min)